# みゆき (画家)
みゆきは、日本の画家・猫作家である。
血液型はO型。
歌舞伎・落語の世界を猫で表現したオリジナルブランド『和福猫(わふくねこ)』を立ち上げる。
絵の特徴的として写実的な描写でリアルに描き、実際には存在しない世界を表現している。
東京・愛知・京都などで個展を開催。

## 経歴
2000年よりトールペイントの講師を大阪・和歌山で開始。
2009年にギャラリー『工房レトロ貴志川ギャラリー』を和歌山の貴志川にOPEN。
【工房レトロ貴志川ギャラリー外観】【工房レトロ貴志川ギャラリー店内】

2012年、和歌山市狐島に移転、「工房レトロ」アトリエ兼店舗とする。

## 受賞歴
- 第6回ペイントクラフト大賞グランプリ 「7つの海、7つの空」
- 第3回ペイントクラフト賞(協賛社賞)神田商事賞「至福の時」
- 第2回ペイントクラフト賞(協賛社賞)SYP賞「世紀末のクリスマスTheendofacenturyChristmas」
- 第3回大阪サンセイペインティングコンテスト佳作「赤ずきん」
- 大阪サンセイペインティングコンテスト入賞多数
- ソレイユ・トールペインティングコンテスト入賞多数
- 中浜稔猫美術館賞等「猫の色紙絵コンクール」(淡路島)15年度、16年度、17年度努力賞・美術館賞等入選
- 第7回平成の招き猫100人展「四季猫の美人画」
- 第17回全国手工芸コンクール入選「嵐が丘」
- クラフトフェスタ2006inNAGOYA入選「聖夜」
- 第18回全国手工芸コンクール努力賞「青龍」
- アクリル美術大賞展入選「源氏物語から‐恋」
- 第9回平成の招き猫100人展「恋猫花・月」
- 第10回平成の招き猫100人展「お染の七役から-お染」
- 第11回平成の招き猫100人展「堕ちていく女―桜姫」

## 主な作品
- 落語猫（左→右：『愛宕山』、『ちりとてちん』、『福虎』）
- 花魁猫（左→右：『花魁』、『一途』）
- 歌舞伎猫（左→右：『弁天小僧』、『勧進帳』）
- 福助猫（左→右：『福助でございます』、『気になるニャ』）
- 武将猫（左→右：『助六』、『鎌倉権五郎影政』）